# Columbus Circle (film)
Columbus Circle är en amerikansk långfilm från 2012 i regi av George Gallo, med Selma Blair, Amy Smart, Kevin Pollak och Jason Antoon i rollerna. Filmen släpptes direkt till DVD.

## Handling
En rik kvinna stänger in sig själv i sin lägenhet vid Columbus Circle i nästan två årtionden. En polis som utreder en av hennes grannars dödsfall och ett par som flyttar in i den numera tomma lägenheten tvingas kvinnan att möta sin rädsla för omvärlden.

## Rollista
| Selma Blair      | – Abigail Clayton           |
| Amy Smart        | – Lillian Hart              |
| Kevin Pollak     | – Klandermann               |
| Jason Antoon     | – Inspektör Jerry Eaans     |
| Robert Guillaume | – Howard Miles              |
| Giovanni Ribisi  | – Inspektör Frank Giardello |
| Beau Bridges     | – Dr. Ray Fontaine          |
| Jason Lee        | – Charles Stanford          |
| Samm Levine      | – Bank Manager              |

## Produktion
Filmen spelades in Los Angeles.

## Mottagande
Columbus Circle har 5.8/10 med över 40000 röstande på Internet Movie Database. Recensenten på DVD Sleuth beskrev filmen som en "solid movie", medan recensenten hos DVD Verdict ansåg att den var en film man direkt glömde bort.